# Pól Jóhannus Justinussen
Pól Johannus Justinussen (ur. 13 stycznia 1989 w Runavíku). Reprezentant Wysp Owczych, obrońca, od początku sezonu 2011 piłkarz islandzkiego klubu Valur Reykjavík.